# Parco (warenhuis)
Parco Co., Ltd. (株式会社パルコ, Kabushiki-gaisha Paruko) is een Japanse warenhuisketen. De eerste winkel werd geopend op 13 februari 1953 in Tokio. Vanaf dat moment heeft het bedrijf filialen in steden door heel Japan geopend. 
De PARCO Group ontwikkelt en exploiteert winkelcentra. 
PARCO kent een bedrijfsmodel waarin winkelbedrijven en vastgoed worden gecombineerd. De PARCO Group biedt ook dienstverlening aan op vastgoedgebied, namelijk vastgoedbeheer en consultancy op contractbasis.